# Of Wolf and Man
«Of Wolf and Man» es la novena canción del quinto álbum de estudio homónimo del grupo musical estadounidense de thrash metal Metallica.
La letra, compuesta por James Hetfield, sugiere una historia acerca de un hombre lobo que habita y recorre los parajes de un poblado, buscando su razón de ser "...Back to the meaning of life (...)". Comienza con un riff simple, el cual, como las demás canciones de este álbum en particular, se ve cambiándose a través de la canción.

## Versiones
Esta canción también fue versionada y recopilada en el álbum del grupo S&M, en 1999. Este disco es la grabación de un concierto en directo del grupo con la orquesta sinfónica de San Francisco.

## Créditos
- James Hetfield: Voz y guitarra rítmica.
- Kirk Hammett: Guitarra líder.
- Jason Newsted: Bajo eléctrico y coros.
- Lars Ulrich: Batería y percusión.